# Жоржиньо Карвоэйро
Жорже Виэйра (порт.-браз. Jorge Vieira; 11 октября 1953, Кастелу (Эспириту-Санту) — 13 июля 1977, Рио-де-Жанейро), более известен под именем Жоржиньо Карвоэйро (порт.-браз. Jorginho Carvoeiro) — бразильский футболист, нападающий.

## Карьера
Жоржиньо Карвоэйро начал карьеру в молодёжном составе клуба «Бангу», а затем выступал за основной состав команды, за которую провёл 50 матчей и забил 7 голов. В 1971 году он, вместе с любительской сборной Бразилии участвовал и победил на турнире в Каннах, где был признан лучшим игроком соревнования. В том же году он играл на молодёжном чемпионате Южной Америки, но там бразильцы выступили неудачно.
В 1972 году Жоржиньо перешёл в клуб «Васко да Гама», куда его порекомендовал Зизиньо. В 1974 году он помог команде выиграть титул чемпиона Бразилии, забив победный гол в финальной игре с «Крузейро». В следующем году у форварда начались проблемы со здоровьем, и в апреле 1975 году ему был поставлен диагноз — лейкоз. В 1977 году он скончался. Его бывшая жена, Вандерлея Оливейра, впоследствии вышла замуж за другого футболиста — Гарринчу.

## Достижения
- Чемпион Бразилии: 1974